# みすず (列車)
みすずは、東海旅客鉄道（JR東海）および東日本旅客鉄道（JR東日本）が飯田駅 - 岡谷駅 - 松本駅・長野駅間を飯田線・中央本線・篠ノ井線・信越本線経由で運転する快速列車・普通列車である。

## 運行概況
2022年3月14日時点で、以下の列車が運転されている。過去の列車を含め、岡谷駅ですべての列車が列車番号を、一部の列車が列車種別を変更する。
- 飯田発長野行き：1本
  - 飯田駅 → 岡谷駅間は快速「みすず」として、岡谷駅 → 長野駅間は普通「みすず」として運転する。
- 松本発飯田行き：1本
  - 全区間で快速「みすず」として運転する。

2014年3月14日までは、上記の列車とは別に、以下のような列車が存在した。いずれも翌15日のダイヤ改正より、運転区間はそのままに、全区間で通過駅および愛称のない普通列車として運転されるようになった。
- 天竜峡発松本行き：1本
  - 朝の1本が全区間で普通列車として運転。岡谷駅 → 松本駅間のみ「みすず」の愛称が付されていた。
- 長野発飯田行き：1本
  - 朝の1本が岡谷駅まで快速「みすず」として、岡谷駅 → 飯田駅間は愛称のない普通列車として運転。
- 松本発飯田行き：1本
  - 日中の1本が岡谷駅まで快速「みすず」として、岡谷駅 → 飯田駅間は愛称のない普通列車として運転。通過駅はみどり湖駅ただ1つのみであった。

辰野駅 - 塩尻駅間は、距離の短い通称「辰野支線」を経由せず、塩嶺トンネルルートで岡谷駅経由で運転され、岡谷駅でスイッチバックを行う。みすずとは別に飯田線下りの始発で「駒ケ根発岡谷行き」の快速列車が1本あるが、そちらは辰野駅まで快速運転をしている。

### 使用車両
すべて電車。

#### 現在の車両
- 211系 - JR東日本長野総合車両センター所属

#### 過去の車両
- 169系 - JR東日本長野総合車両所所属
  - 「みすず」運転開始時から使用されていた。1998年12月改正で115系に置き換えられた。
- 115系 - JR東海静岡車両区所属
  - 2007年3月改正で313系に置き換えられた。
- 115系 - JR東日本長野総合車両センター所属
  - 2014年3月改正で211系に置き換えられた。
- 313系 - JR東海神領車両区所属[2]
  - 2014年3月改正で担当分が愛称のない列車となり、「みすず」では運用されなくなった。

JR東海の115系で運用されていた列車は、2007年3月18日のダイヤ改正で313系1700番台に置き換えられ、JR東日本管内では珍しく転換クロスシートを装備した普通列車となった。また、この列車は313系が唯一長野駅まで乗り入れる運用であったが、2013年3月16日の改正で松本駅 - 長野駅間の乗り入れはなくなった。

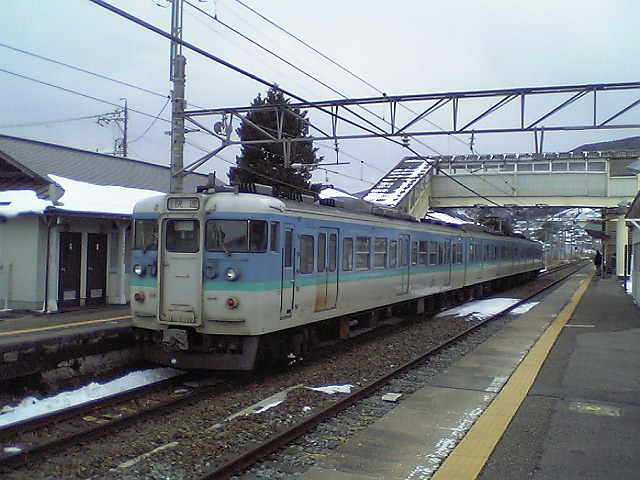
115系「みすず」（JR東日本所属車）
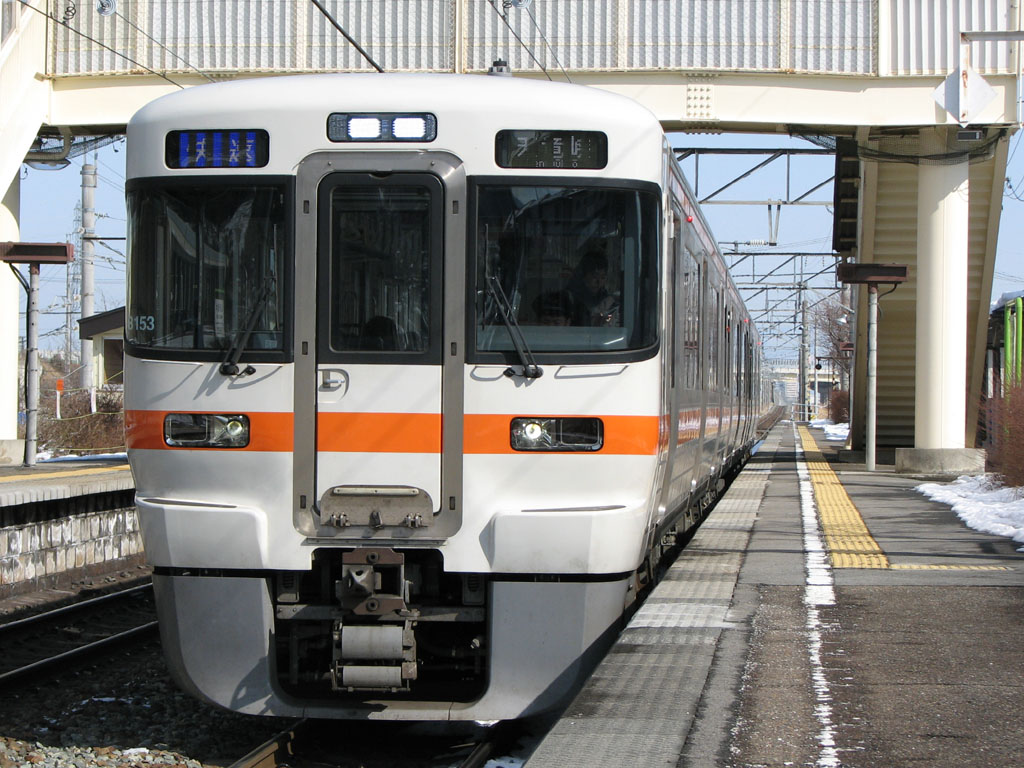
313系「みすず」

### 停車駅

#### 現行のダイヤ
快速運転区間の停車駅（2016年3月26日現在）
（　）は長野行きのみ停車、〔　〕は飯田行きのみ停車
飯田駅 - 〔桜町駅〕 - 〔伊那上郷駅〕 - 元善光寺駅 - 市田駅 - 伊那大島駅 - 上片桐駅 - 七久保駅 - 〔伊那本郷駅〕 - 飯島駅 - 伊那福岡駅 - 小町屋駅 - 駒ケ根駅 - （大田切駅） - 宮田駅 - （赤木駅） - 沢渡駅 - （下島駅） - 伊那市駅 - 伊那北駅 - （田畑駅） - 北殿駅 - 木ノ下駅 - 伊那松島駅 - 沢駅 - 羽場駅 - （伊那新町駅） - 宮木駅 - 辰野駅 - 川岸駅 - 岡谷駅 - みどり湖駅 - 塩尻駅-（この区間各駅停車）- 松本駅 -（この区間各駅停車） →（長野駅）
松本駅 → 長野駅間は各駅に停車する。

#### 過去のダイヤ
快速運転区間の停車駅（2012年3月17日現在）
（　）は長野行き快速「みすず」のみ停車、〔　〕は岡谷方面行き快速「みすず」の一部のみ停車
飯田駅 - 元善光寺駅 - 市田駅 - 伊那大島駅 - 上片桐駅 - 七久保駅 - 飯島駅 - 伊那福岡駅 - 小町屋駅 - 駒ケ根駅 - （大田切駅） - 宮田駅 - （赤木駅） - 沢渡駅 - （下島駅） - 伊那市駅 - 伊那北駅 - （田畑駅） - 北殿駅 - 木ノ下駅 - 伊那松島駅 - 沢駅 - 羽場駅 - （伊那新町駅） - 宮木駅 - 辰野駅 - 川岸駅 - 岡谷駅 - 〔みどり湖駅〕 - 塩尻駅 - 広丘駅 - 村井駅 - 〔平田駅〕 - 〔南松本駅〕 - 松本駅 - 田沢駅 - 明科駅 - 西条駅 - 坂北駅 - 聖高原駅 - 冠着駅 - 姨捨駅 - 稲荷山駅 - 篠ノ井駅 - 今井駅 - 川中島駅 - 安茂里駅 - 長野駅
ダイヤ改正の度に停車駅が増加していった。

## 沿革

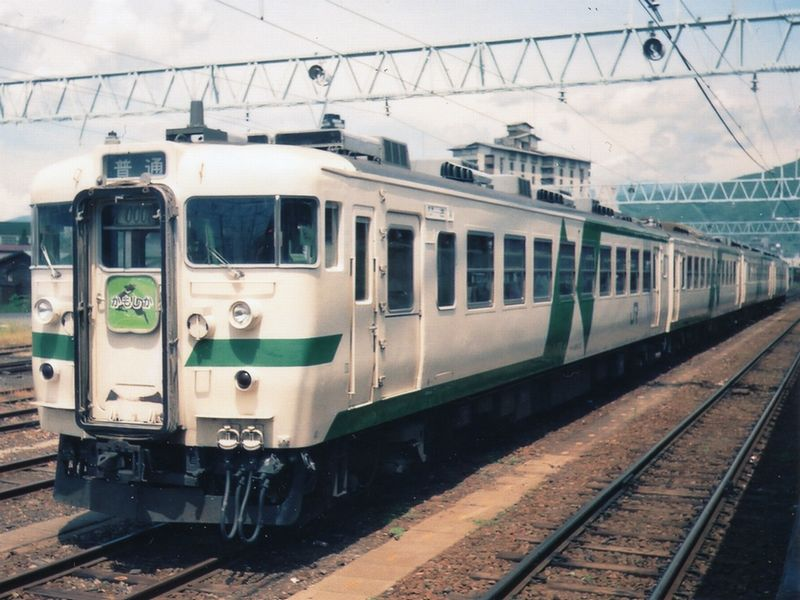
急行「かもしか」（1987年8月 上諏訪駅）

長野県内の南信地区と県都長野を結ぶローカル準急として設定された「天竜」（てんりゅう。「こまがね」・「赤石」などと並び、飯田線には珍しい気動車が使われたことのある列車）を起源としており、「かもしか」への改称と快速列車格下げを経て、現在に至っている。
国鉄時代末期、一時特急格上げも検討されたが、スピード面（特にカーブの多い飯田線）で断念し、急行形電車の座席を転換クロスシート（一部簡易リクライニングシート）へ交換したアコモデーション改造車が投入され、「新特急」に準えた「新急行」と冠してテコ入れが図られたが、結局全列車が快速「みすず」に格下げされた。老朽化により急行形電車の使用はなくなり、現在は近郊形電車により運行されている。

### 年表

#### 国鉄時代
- 1961年 - 新宿駅・長野駅 - 天竜峡駅に気動車準急列車「天竜」を新設。一部は併結運転。車両はキハ58系2 - 4両編成
- 1966年 - 「天竜」は急行列車に昇格。
- 1968年 - 「天竜」の新宿駅発着列車を「こまがね」に分離。（飯田線内の気動車急行の併結は継続。）
- 1973年 - 「天竜」の下り1本のみを電車化。車両は80系。
- 1973年 - 「天竜」の全列車が電車化。車両は下り1本が80系、その他は165系。これにより「天竜」、「こまがね」の飯田線内での併結が解消される。
- 1975年 -  長野県内循環運転の気動車急行「すわ」、「のべやま」を分割し、小淵沢駅 - 長野駅間は電車急行「天竜」に立て替える。
- 1978年 - 「天竜」の全列車が165系に。これにより80系を使用した定期急行列車は消滅する。
- 1983年 - 塩嶺トンネル開通によるダイヤ改正で、以下のように変更。
  1. 「天竜」は松本駅以南が快速列車となり、急行区間は松本駅 - 長野駅間に短縮。
  2. 中央東線発着編成が塩嶺トンネル経由になる。
  3. 飯田線発着編成は、旧線の小野駅経由のままで、中央本線発着編成と塩尻駅で分割併合を行う。
  4. 飯田線発着列車のうち、駒ケ根駅発着列車が飯田駅発着に延長。さらに、下り1本が平岡発になり、天竜峡駅以南から篠ノ井線に直通する列車が初めて設定された。
- 1986年11月1日 - 「天竜」を急行列車「かもしか」[3]と快速列車「みすず」に分離。「かもしか」の飯田線発着編成は塩嶺トンネル経由になり、岡谷駅で分割併合となった。

#### 民営化後
- 1988年 - 急行列車「かもしか」廃止。快速列車「みすず」に一本化。
- 1998年12月 - 169系から115系へ変更。

#### 2000年代の動き
- 2004年10月16日のダイヤ改正で、1往復を除き飯田線内は各駅停車となる。
- 2007年3月18日のダイヤ改正で、朝の飯田行きが全区間各駅停車となる。同時に、313系も「みすず」に使用開始。
- 2008年3月15日のダイヤ改正で、長野行きの1本が全区間各駅停車となり、列車種別も普通列車となった。もう1本の長野行き「みすず」も冠着駅に停車するようになり岡谷駅 - 長野駅間は各駅停車になったが、列車番号が変わる岡谷駅からも列車種別は快速のままだった。
- 2009年3月14日のダイヤ改正で、以下の変更を行う。
  - 朝の上諏訪行き「みすず」を廃止。松本駅まで上諏訪行きと飯田行きを併結運転し、松本駅から岡谷駅までは上諏訪行き・飯田行きの順で続行運転していた。かつての「天竜」や「かもしか」の伝統を残していた。
  - 長野行きの「みすず」を、岡谷駅 - 長野駅間はすべて普通列車とする。

#### 2010年代の動き
- 2012年3月17日のダイヤ改正で、新たに小町屋駅に停車するようになる。
- 2013年3月16日のダイヤ改正で、1.5往復が松本駅発着となり、長野駅発着列車は上下1往復のみとなる。また、天竜峡行きは飯田行きに見直された。
- 2014年3月15日のダイヤ改正で、「みすず」として運転する列車は、飯田発長野行きと松本発飯田行きの1往復に削減された。
- 2016年3月26日のダイヤ改正で、快速「みすず」も新たに南松本駅・平田駅に停車するようになる[4]。これに伴い、JR東日本の区間では各駅に停車することとなった。